# La sirena (pintura)

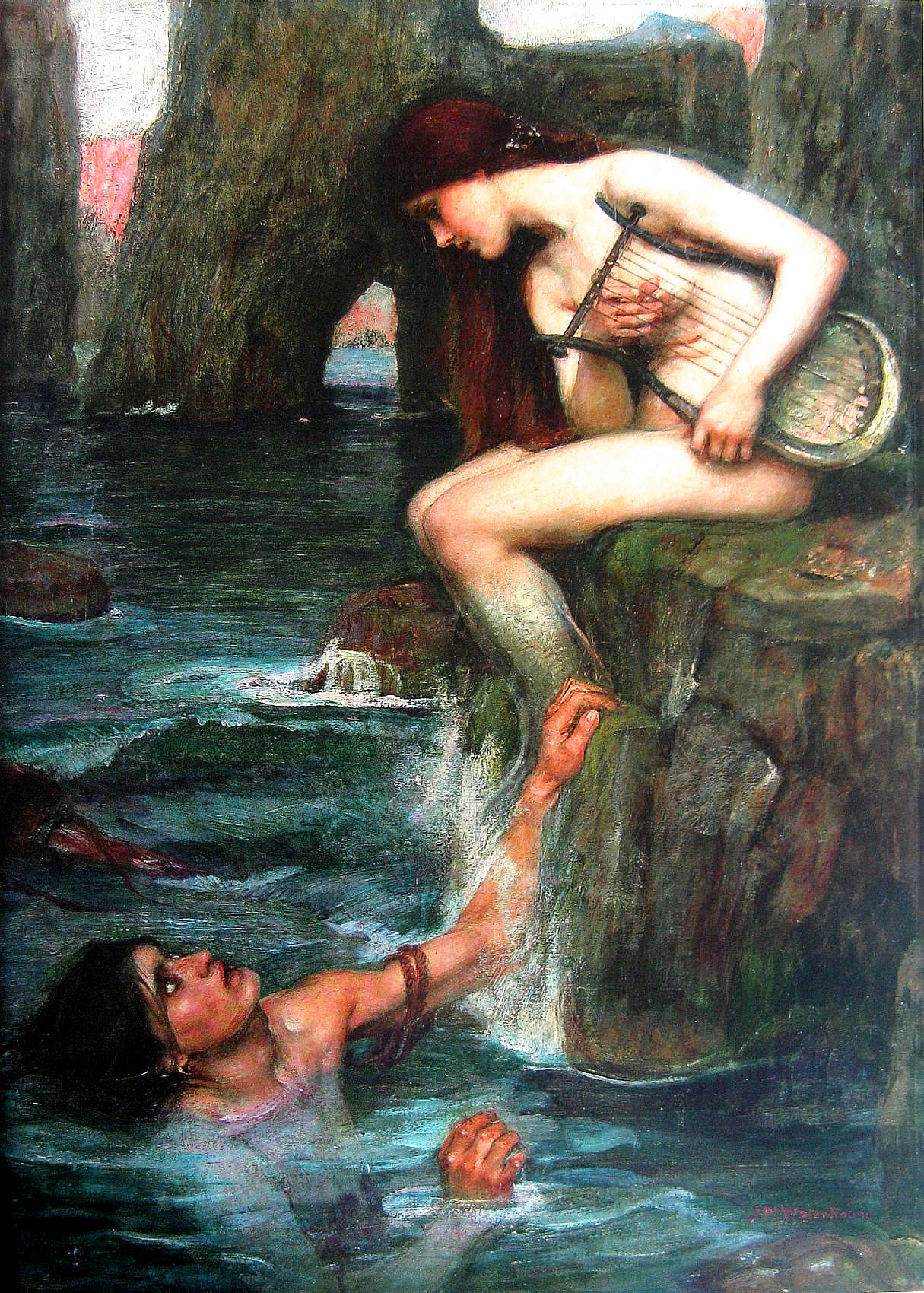
La sirena

La Sirena es una pintura de John William Waterhouse. La pintura representa una sirena sentada en el borde de un acantilado, con una lira en la mano, mirando hacia abajo a un náufrago flotando en el agua, que a su vez está mirando hacia ella.
Según la página web de William Waterhouse, este cuadro fue pintado en 1900 y ahora es parte de una colección privada. El precio de venta estimado para la pintura en 2003 era de un millón de libras.
"La Sirena. Escuchó esclavo del canto de la sirena, su voz como una estrella mientras volaba por el aire. Se ahogó en sus ojos cuando lo llamó para que la siguiera, y comparó el sol al oro de su cabello.
Extendió los brazos y lo mantuvo a su lado, sus suaves labios le acariciaban las líneas de la frente. No pudo resistirse a ella, un hechizo lo había atrapado, Y nada podría salvarlo, ya era todo para ella.
Lo hundió con ella en el agua clara. Él jadeó cuando la muerte comenzó a dominar su alma. Su vida se atenuaba a medida que lo arrastraba aún más, y se rio cuando ella vio que había logrado su objetivo". Charlotte Lester.